# Херта Вичазец
Херта Вичазец (на горнолужишки: Herta Wićazec, на немски: Johanne Henriette Lehmann) е първата в историята горнолужишка поетеса.

## Биография
Родена е на 4 февруари 1819 година в семейството на Ян Карл Густ Вичаз и Мария Мучерец в лужишката столица град Бауцен (на лужишки Будишин). Ранното си детство прекарва в едно от лужишките села в околностите на Бауцен. След като завършва гимназия се мести в Бауцен, където пее в хор на местната лутеранска църква. Започва да пише първите си поетични творби на немски език в края на 40-те години на XIX век в стила на късната романтична немска поезия. Първият етап на поезия ѝ е повлиян от немските поети Карл фон Гюндероде и Анет фон Дросте-Хюлсхоф. В Будишин среща младия учител и писател Ян Бохувер Мучинк, който я вдъхновява да пише стихове на горнолужишки език. По-късно двамата имат любовна връзка, но Ян Бохувер Мучинк се жени за друга жена. Тази трагедия в живота на Херта Вичазец силно повлиява на поетичното ѝ творчество, което само по себе си е лирически дневник.
От 1848 до 1850 година публикува творбите си в различни лужишки вестници. В 1854 година Ян Бохувер Мучинк публикува поетичния си сборник „Божията красота в сътворението“ (Boža krasnosć w stwórbi), в който публикува няколко стихотворения на Херта Вичазец. Михал Горник споменава творчеството на Херта Вичазец в своята публикация от 1863 година „Читанце“ (Čitance). Адолф Черни в 1900 година пише статия за живота и делото на Херта Вичазец в списанието „Часопис Мачици Сербскейе“ (Časopis Maćicy Serbskeje), където цитира няколко нейни стихотворения.
Умира на 24 март 1885 година в Бауцен.